# ميتشيل غيلبرت
ميتشيل غيلبرت (بالإنجليزية: Mitchell Gilbert)‏ هو سائق سيارة سباق أسترالي، ولد في 10 مايو 1994 في كوالالمبور في ماليزيا.

## وصلات خارجية
- ميتشيل غيلبرت على موقع DriverDB.com (الإنجليزية)

- الموقع الرسمي